# Limacia
Limacia O.F. Müller, 1781 è un genere di molluschi nudibranchi della famiglia Polyceridae.

## Tassonomia
Il genere comprende le seguenti specie:
- Limacia annulata Vallès, Valdés, & Ortea, 2000
- Limacia antofagastensis Uribe, Sepúlveda, Goddard & Valdés, 2017
- Limacia clavigera (Muller, 1776) - specie tipo
- Limacia cockerelli (MacFarland, 1905)
- Limacia iberica Caballer, Almón & J. Pérez, 2016
- Limacia janssi (Bertsch & Ferreira, 1974)
- Limacia lucida (Stimpson, 1854)
- Limacia mcdonaldi Uribe, Sepúlveda, Goddard & Valdés, 2017
- Limacia ornata (Baba, 1937)